# Nordkinn-fok
A Nordkinn-fok (más néven Kinnarodden) a norvég szárazföld, egyúttal az európai kontintens legészakibb pontja. A Nordkyn-félszigeten fekszik, mintegy 20 km-re a finnmark megyei Mehamn településtől.
Jóllehet Európa hivatalos legészakibb pontjától, az Északi-foktól délre fekszik, az azonban Magerøya szigetén található, így a kontinentális Európa legészakibb pontja a Nordkinn-fok. Norvégia legészakibb pontja viszont a Spitzbergákhoz tartozó sziklazátony, Rossøya (80°49′44.41″É 20°20′32.29″K).
Az Északi-fok kiépített idegenforgalmi szolgáltatásaival szemben a Nordkinn-fok csak egész napos túrával (23 km) érhető el Mehamnból, illetve hajóval (erről Gamvik község idegenforgalmi irodája ad tájékoztatást).